# Marcusenius livingstonii
Marcusenius livingstonii és una espècie de peix pertanyent a la família dels mormírids i a l'ordre dels osteoglossiformes.

## Etimologia
Marcusenius fa referència a l'alemany Johann Marcusen (el primer ictiòleg a estudiar els mormírids de forma sistemàtica), mentre que l'epítet livingstonii al·ludeix a Charles Livingstone (germà del missioner i explorador David Livingstone), el qual va aconseguir-ne el tipus.

## Descripció
Fa 30 cm de llargària màxima. Calen estudis genètics per a determinar si les poblacions del riu Rovuma i les del llac Malawi pertanyen de fet a la mateixa espècie.

## Alimentació
És un depredador nocturn que es nodreix d'invertebrats i, també, de plantes.

## Hàbitat i distribució geogràfica
És un peix d'aigua dolça, demersal i de clima tropical, el qual viu a Àfrica: les aigües tranquil·les i somes de pantans, llacunes, estuaris arrecerats i rius que flueixen cap a l'est de Kenya, Tanzània, Malawi i el nord de Moçambic, incloent-hi els rius Athi, Rufiji, Gran Ruaha, Wami, Rovuma, el llac Malawi i els afluents dels llacs Chilwa i Chiuta.

## Estat de conservació
Les seues principals amenaces són la sobrepesca comercial, la contaminació i sedimentació dels cursos d'aigua, la degradació del seu hàbitat a causa de la desforestació i l'expansió agrícola, i l'ús de xarxes d'emmallament artesanals i de verins vegetals tradicionals per a pescar a la conca del riu Rovuma.

## Observacions
És inofensiu per als humans, pescat amb destinació a l'alimentació humana, el seu índex de vulnerabilitat és de baix a moderat (31 de 100), migra a les planes d'inundació per a reproduir-se i ha estat observat sota l'empara d'illes flotants, la qual cosa actuaria com un possible vector per a la seua dispersió al llac Malawi.